# 더이앤엠
더이앤엠(THE E&M)은 대한민국의 라이브 스트리밍 기반의 미디어 및 엔터테인먼트 서비스 기업이다. 과거 용현비엠으로 불리었다. 팝콘TV와 셀럽TV와 같은 개인방송 플랫폼을 서비스한다

## 역사
2012년 팝콘TV가 ‘홍연’이라는 법인을 통해 서비스 개시하였고, 2015년 말 코스닥 상장사인 용현비엠(현 THE E&M)에 인수·합병(M&A)되었으며 2019년에 룽투코리아가 더이앤엠의 지분을 일부 매각하였다.

## 논란
- 조성명 서울 강남구청장이 9억원 상당의 더이앤엠 주식을 보유하여서 논란이 있었다[4]
- 팝콘TV의 방송에서 선정적인 노출으로 논란이 일고 있다[5]

## 관계사
- 루카에이아이셀
- 현진소재
- 오성첨단소재
- 베셀 (기업): 137억원에 13.4%의 지분을 취득하였다[6]

## 같이 보기
- 아프리카TV

## 참고문헌
1. ↑  김지유, 용현BM, 더이앤엠으로 상호변경, 뉴스핌, 2016년 6월 10일
2. ↑  장효원, THE E&M, 트위치 한국 사업 종료 소식에 팝콘TV 부각 강세, 아시아경제, 2023.12.06
3. ↑  박제언, 룽투코리아, 4년만에 더이앤엠 매각, 딜사이트, 2019.04.12
4. ↑  대부업체에 ‘성인 방송’ 운영사까지···조성명 강남구청장의 ‘수상한 주식’, 경향신문, 2022.10.11
5. ↑  소봄이, 7급 공무원, 5만5000원에 벗었다…"팝콘TV는 제2의 소라넷" 수위 심각, 뉴스1, 2023-11-15
6. ↑  김단비, 더이앤엠, 베셀 주식 137억원어치 취득 "사업다각화 목적", 딜라이트, 2023.02.06